# Haus Letmathe

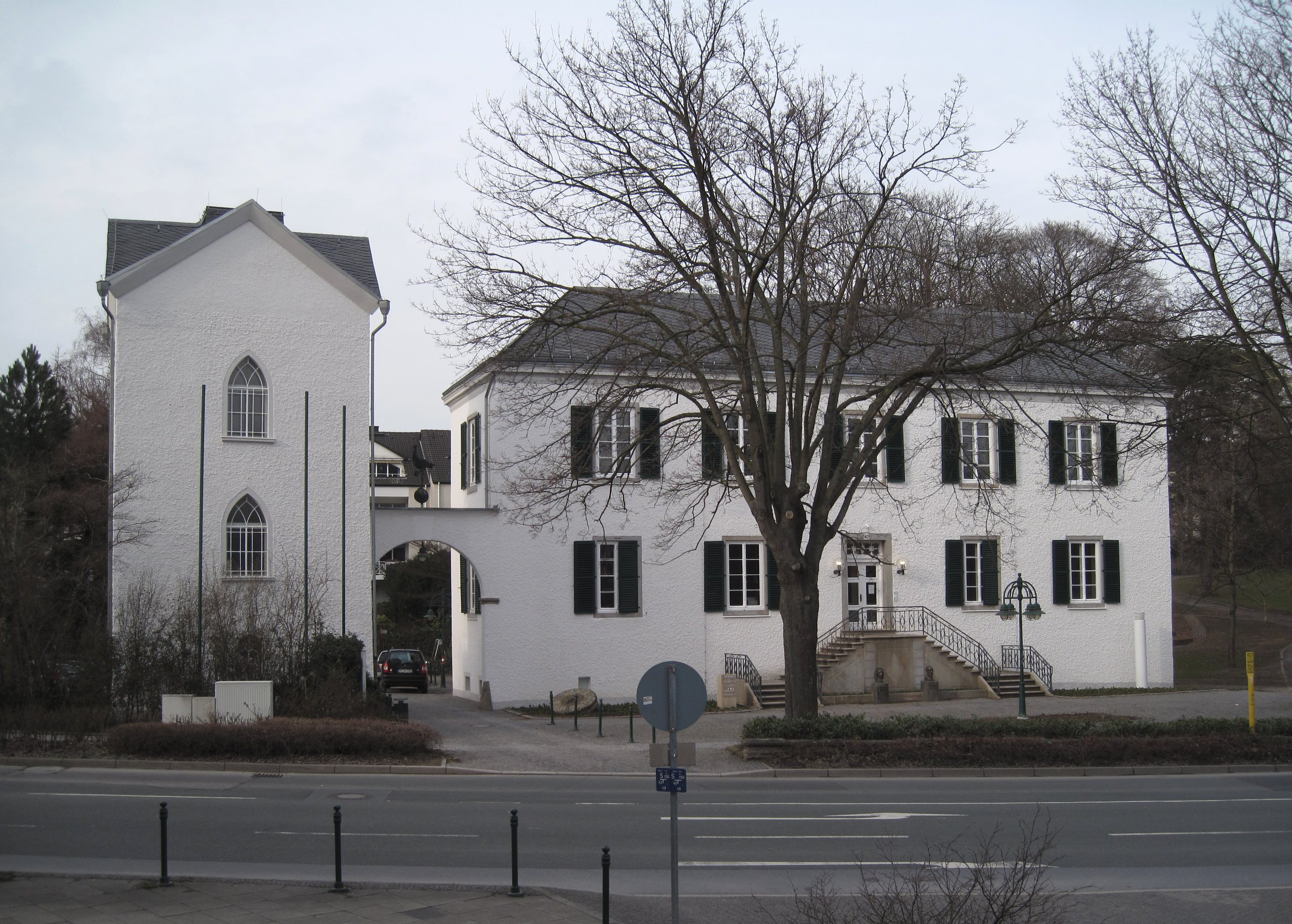
Haus Letmathe

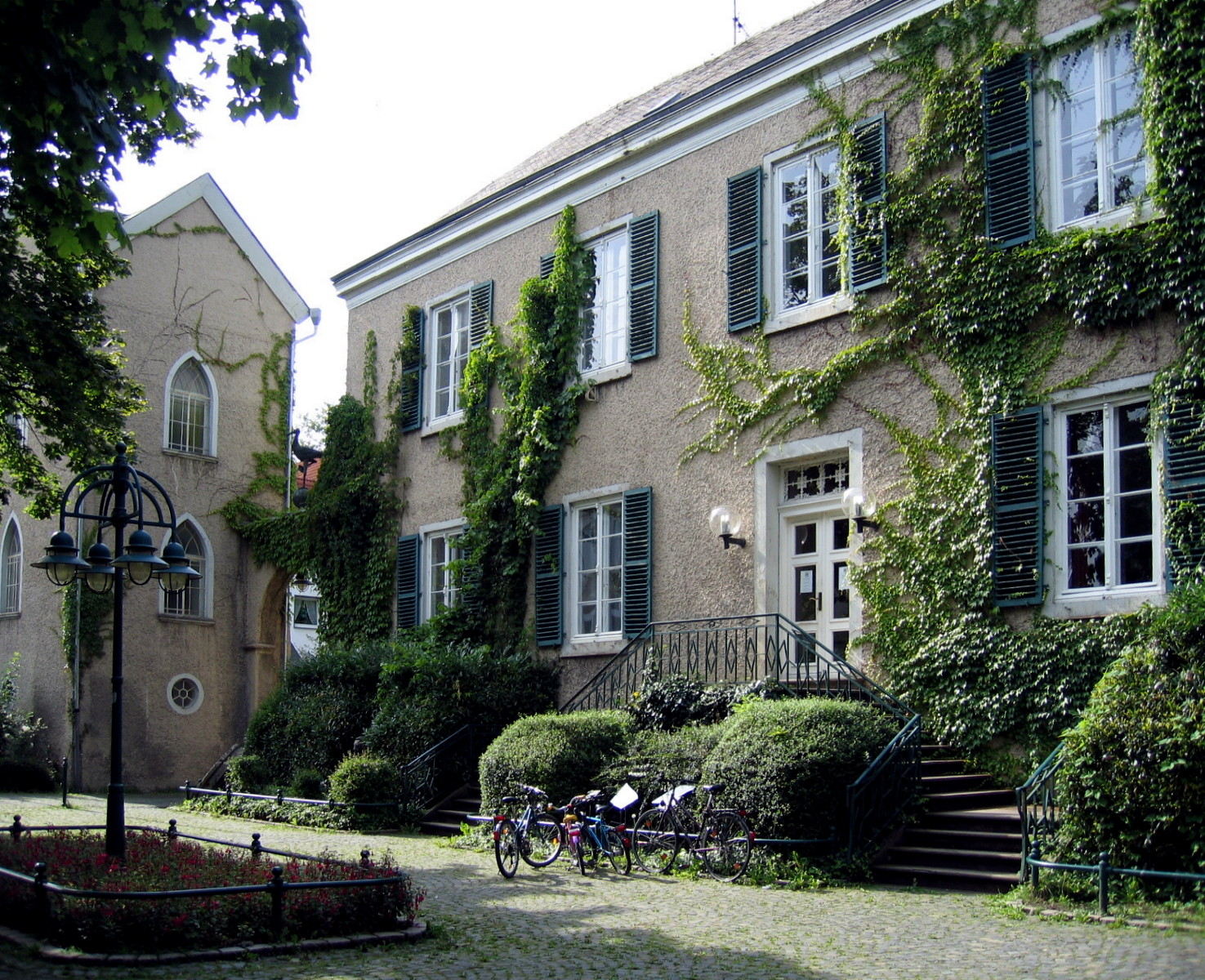
Haus Letmathe (2005)

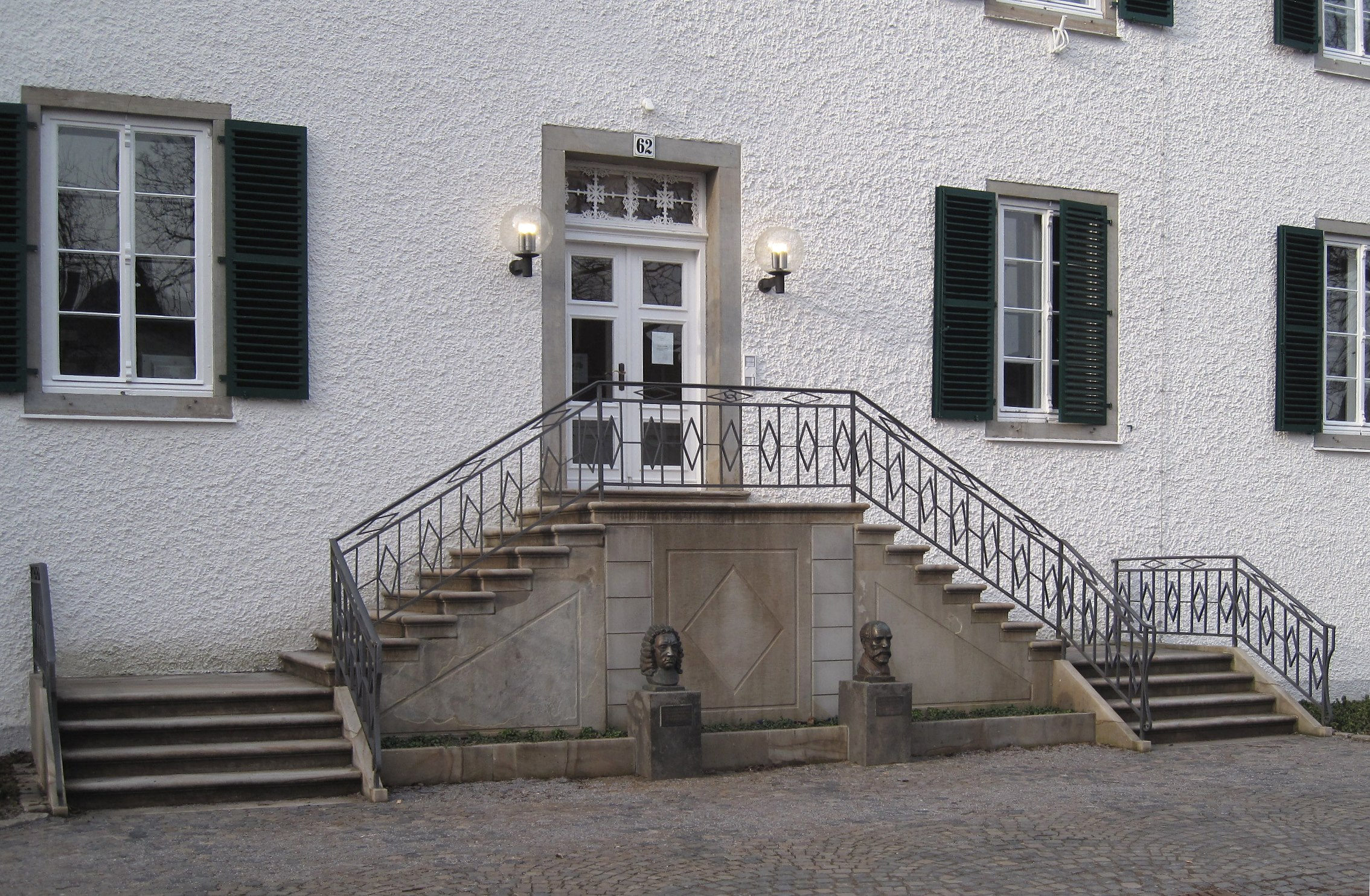
Eingangsbereich

Haus Letmathe war Herrensitz derer von Letmathe in der ehemaligen Stadt Letmathe, die seit 1975 ein Stadtteil der Stadt Iserlohn ist. Der heutige Bauzustand stammt etwa aus dem Jahr um 1475.

## Geschichte
Eine erste Erwähnung findet sich etwa um das Jahr 1036. Die Herren von Letmathe und die Herren auf Letmathe waren den Grafen von Limburg (Lenne) und den Grafen von Altena-Mark zum Lehen verpflichtet. Letzter „von Letmathe“ weilte im späten 14. Jahrhundert, danach folgten verschiedene Herren auf Letmathe, ab 1576 (bis 1812) die Herren von Brabeck aus Kirchhellen (bei Bottrop), die auch den Herrensitz Haus Hemer besaßen. Zu diesen gehörten der Fürstbischof Jobst Edmund von Brabeck und der Kunstkenner und Gründer der Chalkographischen Gesellschaft zu Dessau Friedrich Moritz von Brabeck.
1812 erwarben die Iserlohner Kaufleute Kaspar Dietrich Pütter und Friedrich Wilhelm Ebbinghaus das Anwesen mit allem Zubehör. Sie bauten Haus Letmathe im Stil des Klassizismus um.(S. 119)
Eine weitere bedeutende Familie auf Haus Letmathe war die Familie des Carl Overweg mit seinem Sohn August Overweg (1836–1909), die 1852 das Haus erwarben. Friedrich Overweg (geboren in Letmathe) veräußerte 1918 das gesamte Besitztum von Haus Letmathe an den Fürsten Adolf zu Bentheim, Tecklenburg und Rheda.
Zu Beginn des 20. Jahrhunderts war dort die Land- und Forstwirtschaftliche Schule zu Letmathe untergebracht.
In den 1970er Jahren verfiel die Anlage. Sämtliche Nebengebäude wurden abgebrochen. Lediglich die Tenne wurde im LWL-Freilichtmuseum Hagen – Westfälisches Landesmuseum für Handwerk und Technik wieder aufgebaut.
Im Zeitraum 2008/2009 wurde Haus Letmathe grundlegend saniert und behindertenfreundlich gestaltet. Die Kosten hierfür betrugen rund 1,5 Millionen Euro. Mit rund 161.000 Euro unterstützte das Land Nordrhein-Westfalen mit Mitteln der Denkmalpflege die Sanierung. Während der Sanierungsarbeiten konnte durch Bauforschung ermittelt werden, dass das Gebäude um 1475 als Wehranlage errichtet wurde. Bei einer dendrochronologischen Untersuchung von Dachsparren stellte man fest, dass das hierfür verbaute Holz in den Jahren 1471 und 1472 gefällt wurde.
Heute befinden sich im Haus Letmathe das Heimatmuseum des Stadtteils Letmathe und eine Zweigstelle der Stadtbücherei Iserlohn.

## Museum
Das Heimatmuseum umfasst
- landwirtschaftliches Gerät und bäuerliches Kulturgut
- Werdegang und Erzeugnisse der Letmather Industrie
- Letmather Verkehrsgeschichte

## Namensgeschichten
Die Herren von Letmathe hinterließen ihre Spuren weit über ihre Heimat hinaus, so zum Beispiel in Gouda in den Niederlanden oder als Ordensritter in Ostpreußen.
Personen mit dem Namen „Letmathe“, „Lethmathe“, „Letmate“ oder „Lethmate“ sind auch heute noch in ganz Europa zu finden. Zum Stadtjubiläum 1961 ließ der Bürgermeister diese Leute suchen und fand mehr als 60 verschiedene Personen, die den Namen „Letmathe“ tragen. Unter anderem in Münster (12), Bielefeld (11), Rheine (4), Dortmund (3), Bremen (3), Leopoldshöhe (2) und Duisburg (2).
Bekannteste Person, die den Namen „Letmathe“ heute trägt, dürfte Peter Brabeck-Letmathe sein, der unter anderem Vorstandsvorsitzender des Nestlé-Konzerns war. Sein Name ist auf die Familie Brabeck zurückzuführen, die von 1573 bis 1812 in Besitz von Haus Letmathe war und die sich „von Brabeck zu Letmathe“ genannt hat.